# Humanité (film)
Pour les articles homonymes, voir Humanité (homonymie) et Humane.
Pour plus de détails, voir Fiche technique et Distribution.
Humanité (Humane)  (Humain au Québec) est un thriller dystopique canado-américain réalisé par Caitlin Cronenberg et sorti en 2024. Il s'agit de son premier long métrage.
Le film est directement sorti aux États-Unis le 26 juillet 2024 sur Shudder (en) et en France en janvier 2025 sur Paramount+,.

## Synopsis
Plus d'un jour et quelques mois après qu'un effondrement écologique mondial ait contraint les dirigeants du monde à prendre des mesures extrêmes pour réduire la population mondiale, un journaliste récemment retraité s'engage dans le nouveau programme national d'euthanasie.

## Fiche technique
Sauf indication contraire, les informations mentionnées dans cette section peuvent être confirmées par les bases de données cinématographiques IMDb et Allociné,  présentes dans la section « Liens externes ».
- Titre français : Humanité
- Titre original : Humane
- Titre québécois : Humain
- Réalisation : Caitlin Cronenberg
- Scénario : Michael Sparaga
- Musique : Todor Kobakov
- Décors : Brian Harvey
- Costumes : Hanna Puley
- Photographie : Maya Bankovic
- Montage : Orlee Buium
- Production : Martin Katz, Karen Wookey, Todd Brown, Nick Spicer, Adrian Love et Laurie May
- Sociétés de production : Victory Man Productions, Elevation Pictures et Frakas Productions, avec la participation de Téléfilm Canada et XYZ Films
- Sociétés de distribution : IFC Films (États-Unis), Elevation Pictures (en) (Canada), Paramount+ (France)
- Pays de production :  Canada,  États-Unis
- Langue originale : anglais
- Format : couleur
- Genre : thriller, dystopie
- Durée : 94 minutes
- Dates de sortie[3] :
  - Canada : 17 avril 2024 (avant-première sur Toronto)
  - États-Unis, Canada : 26 avril 2024
  - France : 10 janvier 2025 (sur Paramount+)
- Classification[4] :
  - États-Unis : R

## Distribution
- Jay Baruchel (VF : Donald Reignoux et VQ : Nicholas Savard L'Herbier) : Jared York
- Emily Hampshire (VF : Olivia Luccioni et VQ  : Éveline Gélinas) : Rachel York
- Peter Gallagher (VF : Guillaume Orsat et VQ : Pierre Auger) : Charles York
- Enrico Colantoni (VF : Guillaume Lebon et VQ : Alain Zouvi) : Bob
- Sebastian Chacon (VF : Julien Allouf et VQ : Maxime Desjardins-Tremblay) : Noah York
- Alanna Bale (VF : Charlotte d'Ardalhon et VQ : Ludivine Reding) : Ashley York
- Sirena Gulamgaus (VQ : Emma Boa Linh) : Mia York
- Uni Park (VQ : Marika Lhoumeau) : Dawn Kim

Source VF : le carton du doublage français sur Paramount+. et Doublage QC[réf. nécessaire]

## Production

### Genèse et développement
En décembre 2021, The Hollywood Reporter annonce que Caitlin Cronenberg, fille du réalisateur David Cronenberg, va faire ses débuts de réalisatrice avec le long métrage Humane, un thriller dystopique scénarisé par Michael Sparaga,. The Hollywood Reporter précise alors que le film est une coproduction canado-belge produit par Victory Man Productions (la société de Michael Sparaga) et Frakas Productions, qui a également coproduit Titane, un autre thriller du genre, qui a remporté la Palme d'or au festival de Cannes 2021,.
Caitlin Cronenberg précise : « Dès ma première lecture, le monde dystopique bien trop possible du scénario de Michael m'a coupé le souffle, et j'ai immédiatement su que je devais être celle qui ferait ce film »,.
De son côté, Sparaga déclare avoir découvert Caitlin Cronenberg pour la première fois grâce à son travail d'artiste visuel qu'il admirait et l'avait convaincu qu'elle était la bonne personne pour réaliser le film : « Son souci du détail, ses compositions riches et sa capacité à transmettre des émotions profondes ont fait d'elle mon premier et unique choix pour réaliser Humane. Le fait qu'elle ait dit oui pour faire de ce film son premier long métrage n'est rien de moins qu'un rêve devenu réalité »,.
Le producteur exécutif Martin Katz de Prospero Pictures déclare quant à lui : « Dans Humane, le scénariste et producteur Michael Sparaga a créé une histoire originale à la fois tragiquement sombre et horriblement drôle. L'œil magistral de Caitlin transforme cette famille divisée en une violente épave dont vous ne pouvez pas détourner le regard un instant ».

### Attribution des rôles
Le 22 novembre 2022, The Hollywood Reporter et Deadline Hollywood annoncent que Jay Baruchel et Emily Hampshire et Peter Gallagher tiennent les rôles principaux dans Humane,.
Ils précisent également que la distribution est complétée par Enrico Colantoni, Sebastian Chacon, Alanna Bale et Sirena Gulamgaus,.

### Tournage
Le tournage se déroule durant quatre semaines à Hamilton, dans le sud de la province canadienne de l'Ontario, en octobre et novembre 2022 et se termine le 22 novembre 2022,.
Caitlin Cronenberg déclare à propos du tournage : « Chaque jour sur le plateau était comme un cadeau et je me sens vraiment chanceux d'avoir travaillé avec des talents aussi remarquables, devant et derrière la caméra. J’ai hâte de partager ce film avec le monde ».